# Vilanculos

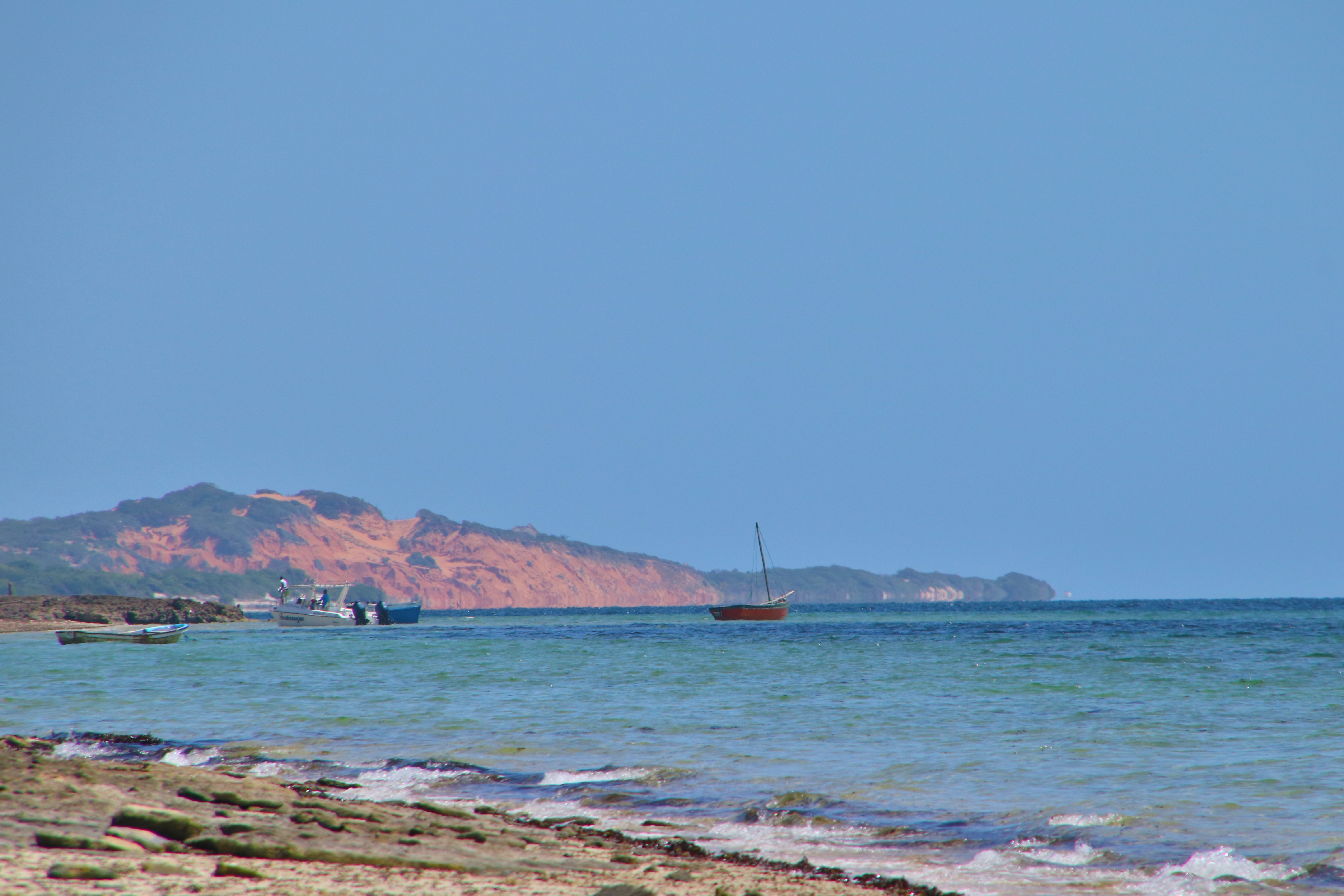
Praia de Vilankulos, Moçambique

Vilanculo (alternativamente também Vilankulos e oficialmente Vilankulo) é uma cidade moçambicana, sede do distrito do mesmo nome, na província de Inhambane e encontra-se localizada na costa da baía de Vilankulos, a leste da qual se encontra o Arquipélago de Bazaruto.
A povoação foi criada pela portaria 1 060 de 23 de Julho de 1913, e foi posteriormente elevada a vila e sede de concelho pela portaria 17 773 de 18 de Abril de 1964. Foi elevada à categoria de cidade em 25 de Fevereiro de 2020.
O município de Vilankulo foi criado em 1998, dispondo desde então de um governo local eleito. 
De acordo com o censo de 2007 o município tem uma população de 38 432 habitantes e uma área de 78,8 km².
O presidente do Conselho Municipal de Vilankulo é William Simão Tunzine, eleito nas eleições Autárquicas de 2018, tendo substituído Abílio Machado, que governara a então vila municipal desde 2013. Sulemane Amugy, foi edil de Vilankulo durante 15 anos, eleito pela primeira vez em 1998, e sucessivamente reeleito para o cargo em 2003 e 2008. Importa referir que os três presidentes foram eleitos em representação do partido FRELIMO. 

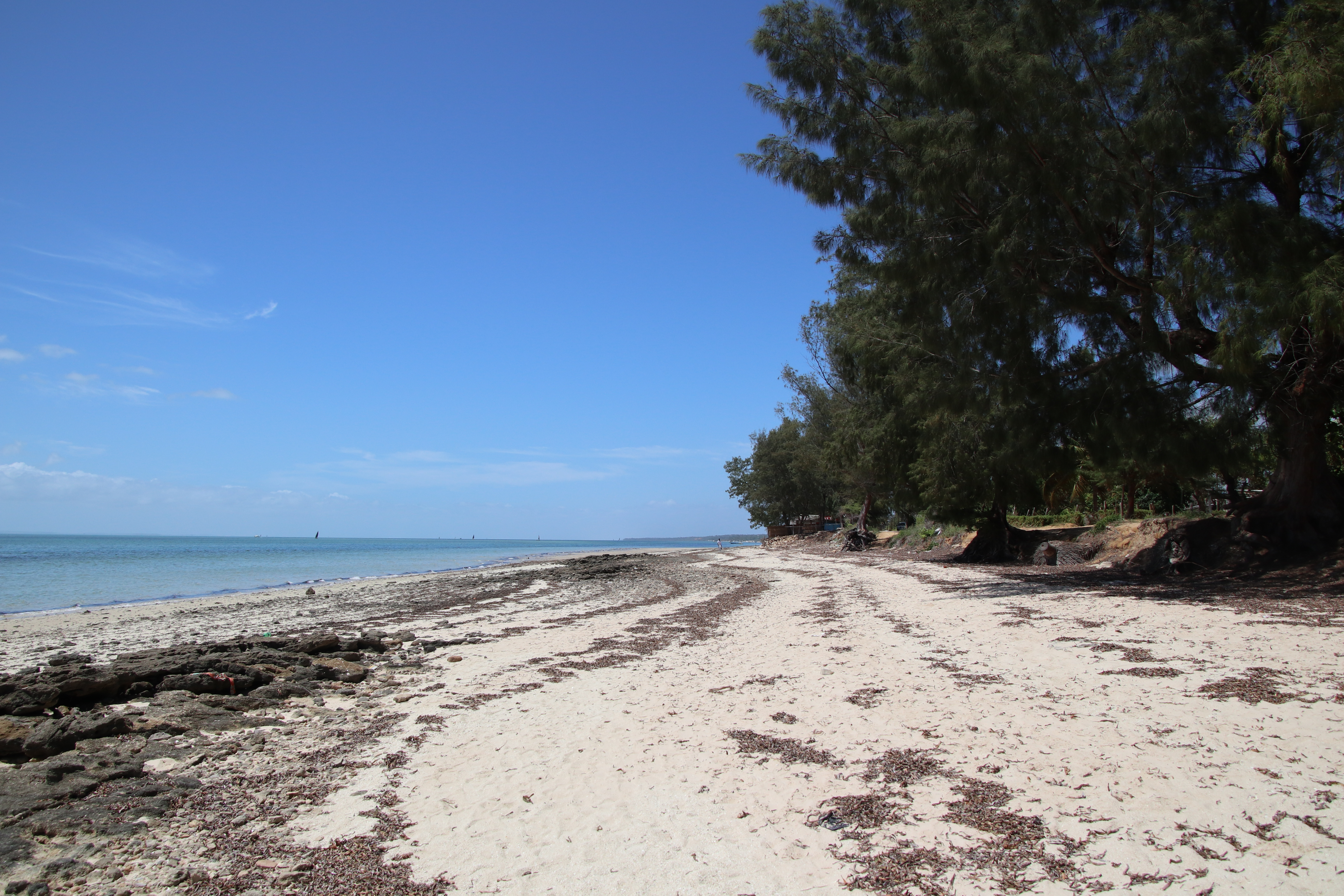
Praia de Vilankulo, Moçambique

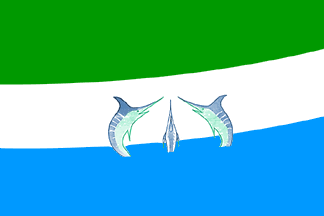
Bandeira

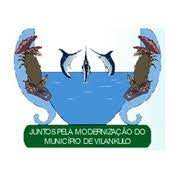
Brasão